# ريو غراندي فيلي
ريو غراندي فيلي (بالإنجليزية: Rio Grande Valley FC)‏ هو فريق كرة قدم احترافي أمريكي أسس في 2015 بجنوب ولاية تكساس الأمريكية، ويلعب الفريق في بطولة الدوري الامريكي